# Spellemannprisen
Spellemannprisen, яку часто називають норвезькою «Греммі» англійською мовою, є норвезькою музичною нагородою, яку присуджують норвезьким музикантам. Премія була заснована Міжнародною федерацією фонографічної індустрії (IFPI), організацією, яка представляє інтереси індустрії звукозапису в усьому світі. Вперше присуджена у 1973 році, премія вшановує музикантів за попередній рік; вона і досі вручається щорічно, зазвичай у січні або лютому. Комітет Шпеллеманна, що складається з членів IFPI Норвегії та FONO, керує премією і виступає в ролі судді. Наразі присуджують нагороду у 21 категорії, на додаток до інших почесних та галузевих нагород, які може присуджувати комітет. У 2020 та 2021 роках через пандемію COVID-19 церемонія нагородження проходила в цифровому форматі.

## Журі та підрахунок балів
Для кожної категорії збираються окремі журі. Члени журі є конфіденційними як від широкої громадськості, так і від інших журі. Журі оцінює кожного номінанта окремо, а потім збирається для обговорення, поки не буде визначено переможця. Зазвичай на розгляд журі представляють трьох номінантів.
Комітет Шпеллеманн висуває номінантів у трьох категоріях: «Новачок року», «Скрипаль року» та «Хіт-артист». Номінаційне журі номінує решту відео, які потім представляються на розгляд журі.

## Нагорода «Новачок»
Починаючи з 2007 року, переможець у номінації «Новачок року» отримує приз у розмірі 200 000 крон. Стипендія надається Gramo, норвезьким агентством з фінансування музичної індустрії.

## Багаторазові лауреати премії
Станом на 2014 рік шістнадцять артистів вигравали премію більше п'яти разів. Найбільше перемог має Лейф Ове Андснес — 10 нагород.

## Канали трансляції
У 2011 році шоу нагородження в прямому ефірі повернулося на телеканал NRK вперше з 2001 року і відтоді залишалося на тому ж каналі. З 2002 по 2010 рік шоу виходило на каналі TV 2.